# Jakub Żubrowski
Jakub Żubrowski (ur. 21 marca 1992 w Szczecinie) – polski piłkarz grający na pozycji pomocnika od 2023 w Kotwicy Kołobrzeg.

## Kariera piłkarska
Wychowanek Korony Kielce. W latach 2009–2012 występował w barwach kieleckiego klubu w rozgrywkach Młodej Ekstraklasy (rozegrał 34 mecze).
W sierpniu 2012 został wypożyczony do Stali Mielec. W sezonie 2012/2013, w którym rozegrał 26 meczów, wywalczył z nią awans do II ligi. W 2013 został wykupiony przez Stal z Korony Kielce za 25 tys. zł. W sezonie 2015/2016, w którym mielecka drużyna uzyskała promocję do I ligi, rozegrał 30 meczów i strzelił trzy bramki w spotkaniach z Legionovią Legionowo (1:1; 13 września 2015), Polonią Bytom (4:3; 21 listopada 2015) i Wisłą Puławy (2:1; 21 maja 2016). Od stycznia 2016 pełnił funkcję kapitana Stali Mielec (zastąpił w tej roli Sebastiana Dudę). W sezonie 2016/2017 rozegrał w I lidze 10 meczów i zdobył dwie bramki: pierwszą 5 sierpnia 2016 w zremisowanym spotkaniu z Górnikiem Zabrze (1:1), drugą 30 października 2016 w wygranym meczu z Zagłębiem Sosnowiec (2:0). W lutym 2017 został wybrany najlepszym piłkarzem Podkarpacia w 2016.
W styczniu 2017 przeszedł na zasadzie transferu definitywnego do Korony Kielce (kielecki klub wpłacił kwotę odstępnego zawartą w umowie zawodnika ze Stalą), z którą podpisał półtoraroczny kontrakt z opcją przedłużenia o kolejny sezon. W jej barwach 3 marca 2017 zadebiutował w Ekstraklasie w spotkaniu z Górnikiem Łęczna (2:1), w którym zmienił w 71. minucie Bartosza Rymaniaka. Pierwszą bramkę w najwyższej klasie rozgrywkowej strzelił 19 marca 2017 w meczu z Cracovią (3:0). Gol ten – zdobyty strzałem z ok. 30 metrów – został uznany najładniejszym trafieniem 26. kolejki Ekstraklasy i najładniejszym trafieniem miesiąca w Ekstraklasie. We wrześniu 2017 przedłużył kontrakt z Koroną do końca czerwca 2020. W sezonie 2017/2018 rozegrał w lidze 28 meczów, wystąpił ponadto w czterech spotkaniach Pucharu Polski. W końcówce rozgrywek pauzował z powodu zapalenia spojenia łonowego. 22 lipca w 2020 roku przeszedł za darmo do Zagłębie Lubin i będzie grał tam od sezonu 2020/21

## Statystyki
| Klub                     | Sezon     | Liga        | Liga | Liga | Puchar Polski | Puchar Polski | Razem | Razem |
| Klub                     | Sezon     | Liga        | M    | B    | M             | B             | M     | B     |
| ------------------------ | --------- | ----------- | ---- | ---- | ------------- | ------------- | ----- | ----- |
| Stal Mielec              | 2012/2013 | III liga    | 26   | 0    | –             | –             | 26    | 0     |
| Stal Mielec              | 2013/2014 | II liga     | 21   | 0    | –             | –             | 21    | 0     |
| Stal Mielec              | 2014/2015 | II liga     | 27   | 1    | 1             | 0             | 28    | 1     |
| Stal Mielec              | 2015/2016 | II liga     | 30   | 3    | 1             | 0             | 31    | 3     |
| Stal Mielec              | 2016/2017 | I liga      | 10   | 2    | 3             | 0             | 13    | 2     |
| Stal Mielec              | Razem     | Razem       | 114  | 6    | 5             | 0             | 119   | 6     |
| Korona Kielce            | 2016/2017 | Ekstraklasa | 13   | 1    | –             | –             | 13    | 1     |
| Korona Kielce            | 2017/2018 | Ekstraklasa | 28   | 0    | 4             | 0             | 32    | 0     |
| Korona Kielce            | 2018/2019 | Ekstraklasa | 32   | 0    | 1             | 0             | 33    | 0     |
| Korona Kielce            | 2019/2020 | Ekstraklasa | 4    | 1    | 0             | 0             | 4     | 1     |
| Korona Kielce            | Razem     | Razem       | 77   | 2    | 5             | 0             | 82    | 2     |
| Stan na 12 sierpnia 2019 |           |             |      |      |               |               |       |       |